# Liste der Stolpersteine in Bietigheim-Bissingen
In der Liste der Stolpersteine in Bietigheim-Bissingen sind alle
elf
Stolpersteine aufgeführt, die in Bietigheim-Bissingen im Rahmen des Projekts des Künstlers Gunter Demnig an bislang vier Terminen verlegt wurden. Nach einem entsprechenden Beschluss des Gemeinderats 2013 wurden die ersten Stolpersteine in Bietigheim-Bissingen am 24. November 2014 gesetzt. Initiator der Initiative Stolpersteine in Bietigheim-Bissingen ist der Pfarrer und ehemalige Landtagsabgeordnete Thomas Reusch-Frey – die Schirmherrschaft für die Stolpersteine hat Oberbürgermeister Jürgen Kessing übernommen. Der elfte und bislang letzte Stein wurde am 25. Mai 2025 in Bissingen gesetzt.

## Stolpersteine
Die Tabelle der Stolpersteine ist teilweise sortierbar; die Grundsortierung erfolgt alphabetisch nach dem Verlegeort. Die Spalte Person, Inschrift wird nach dem Namen der Person alphabetisch sortiert.
| Bild | Person, Inschrift | Verlegeort                 | Verlegedatum  | Information |
| --- | --- | -------------------------- | ------------- | --- |
| | HIER WOHNTE LYDIA MACK JG. 1897 EINGEWIESEN 1925 HEILANSTALT WEINSBERG ´VERLEGT´ 5.12.1940 GRAFENECK ERMORDET 5.12.1940 ´AKTION T4´                   | Backhausstraße 3 (Lage)    | 29. Juni 2016 | Zu Lydia Mack existiert eine Opferbiografie. |
| | HIER WOHNTE EMIL WEIL JG. 1901 EINGEWIESEN 6.5.1939 HEILANSTALT WEINSBERG ´VERLEGT´ 4.12.1940 GRAFENECK ERMORDET 4.12.1940 AKTION T4                  | Bahnhofstraße 25 (Lage)    | 24. Nov. 2014 | Zu Emil Weil existiert eine Opferbiografie. |
| | HIER WOHNTE ERNA UNKEL JG. 1923 EINGEWIESEN 13.6.1942 HEILANSTALT WINNENTAL ERMORDET 2.2.1945                                                         | Bei der Kelter 14 (Lage)   | 7. Okt. 2017  | Zu Erna Unkel existiert eine Opferbiografie. |
| | HIER WOHNTE EUGEN BRUST JG. 1912 EINGEWIESEN 24.2.1936 HEILANSTALT WEINSBERG ´VERLEGT´ 21.6.1940 GRAFENECK ERMORDET 21.6.1940 AKTION T4               | Bissinger Straße 4 (Lage)  | 24. Nov. 2014 | Zu Eugen Brust existiert eine Opferbiografie. |
| Bild gesucht Der Benutzer GeorgDerReisende ( Diskussion ) wünscht sich an dieser Stelle ein Bild vom Ort mit diesen Koordinaten 48.946865 9.0920758 . Motiv: Burgstraße 9: der Stolperstein für Emma Grozinger, die Lage und das Haus Falls du dabei helfen möchtest, erklärt die Anleitung , wie das geht. BW     | HIER WOHNTE EMMA SOFIE GRÖZINGER JG. 1893 MEHRFACH EINGEWIESEN HEILANSTALT WEINSBERG ´VERLEGT´ 7.8.1940 GRAFENECK ERMORDET 7.8.1940 ´AKTION T4´       | Burgstraße 9 (Lage)        | 16. Mai 2024  | Der Stolperstein für Emma Sofie Grözinger wurde in Abwesenheit von Gunter Demnig durch einen Auszubildenden der Bietigheimer Gartengestaltung verlegt. |
| | HIER WOHNTE WALTER HASS JG. 1921 EINGEWIESEN 7.5.1936 BRUDERHAUS REUTLINGEN ´VERLEGT´ 5.11.1940 GRAFENECK ERMORDET 5.11.1940 ´AKTION T4´              | Fräuleinstraße 4 (Lage)    | 7. Okt. 2017  | Zu Walter Hass existiert eine Opferbiografie. Ursprünglich wurde ein Stolperstein mit falscher Inschrift verlegt, der später durch einen korrekt gravierten Stein ersetzt wurde. |
| Bild gesucht Der Benutzer GeorgDerReisende ( Diskussion ) wünscht sich an dieser Stelle ein Bild vom Ort mit diesen Koordinaten 48.9598555 9.122268 . Motiv: Hindenburgstraße 16: der Stolperstein für Karl Binder, die Lage und das Haus Falls du dabei helfen möchtest, erklärt die Anleitung , wie das geht. BW | | Hindenburgstraße 16 (Lage) | 25. Mai 2025  | |
| | HIER WOHNTE MARIE SICK GEB. KURZENBERGER JG. 1884 EINGEWIESEN 1915 HEILANSTALT GÖPPINGEN ´VERLEGT´ 28.8.1940 GRAFENECK ERMORDET 28.8.1940 ´AKTION T4´ | Kreuzstraße 22 (Lage)      | 29. Juni 2016 | Zu Marie Sick existiert eine Opferbiografie. |
| | HIER WOHNTE FRIDA ZIEGELMAIER JG. 1901 EINGEWIESEN 1928 HEILANSTALT STETTEN ´VERLEGT´ 29.11.1940 GRAFENECK ERMORDET 29.11.1940 AKTION T4              | Pfarrstraße 6 (Lage)       | 24. Nov. 2014 | Zu Frida Ziegelmaier existiert eine Opferbiografie. Wie Anfang März 2021 entdeckt wurde, ist der Stolperstein für Frida Ziegelmaier mit einer pechschwarzen, schwer löslichen Farbe überstrichen worden. Die als politisch motiviert gewertete Sachbeschädigung wurde angezeigt. Daraufhin nahm der Staatsschutz Ermittlungen auf. |
| | HIER WOHNTE GUSTAV STRENGER JG. 1896 EINGEWIESEN 1928 HEILANSTALT WEINSBERG ´VERLEGT´ 16.7.1940 GRAFENECK ERMORDET 16.7.1940 ´AKTION T4´              | Ringstraße 8 (Lage)        | 29. Juni 2016 | Zu Gustav Strenger existiert eine Opferbiografie. |
| | HIER WOHNTE KARL REINHARDT JG. 1886 EINGEWIESEN 1928 HEILANSTALT GÖPPINGEN ´VERLEGT´ 29.11.1940 GRAFENECK ERMORDET 29.11.1940 ´AKTION T4´             | Weinstraße 4 (Lage)        | 7. Okt. 2017  | Zu Karl Reinhardt existiert eine Opferbiografie. |